# Вињета
Вињета за аутопут је налепница за одређену земљу (или дигитални еквивалент) као доказ о плаћању путарине због коришћења мреже аутопутева те земље. Таква вињета се у многим земљама користи као доказ о плаћању путарине и даје вам право да користите аутопутеве са наплатом путарине у одређеном временском периоду. За разлику од путарине зависне од руте, путарина која се плаћа вињетом зависи од времена. Вињета је залепљена на предњем делу возила, иако се национални прописи разликују.

## Обавеза вињете по земљи

### Европска унија
Директива о евровињети уведена у Европској унији 1993. године регулише путарину за камионе од најмање 12 метричких тона. Међународним споразумом, заснованим на члану 8. Директиве о евровињети, који су 1994. године потписале Белгија, Данска, Немачка, Луксембург и Холандија, успостављен је заједнички систем вињета у оквиру евровињета. Шведска је 1997. потписала протокол за приступање споразуму. Немачка је отказала споразум 2017. године, док га је Белгија отказала 2019. године.

### Немачка
У Немачкој не постоји вињета за аутопут.
Пре увођења  Toll-Collect-Systems-а, постојала је евро вињета за камионе. Ово је истекло 31. августа 2003. године и доносило држави око 38 милиона евра месечно. Вињета, уведена 1995. године, коштала је 750 до 1.550 евра годишње за тешке камионе без филтера за загађиваче. Закон о наплати путарине за тешка комерцијална возила од 5. априла 2002. укључио је ове прописе. Због тренутне директиве о путним трошковима ЕУ није било дозвољено повећање вињета.
Закон о инфраструктурном порезу (InfrAG), који је ступио на снагу 12. јуна 2015. године, увео је општи порески захтев за аутомобиле у Немачкој. Према њеној формулацији, овим је била предвиђена пореска обавеза за коришћење савезних магистралних путева, што је требало да представља годишњи порез који се плаћа за аутомобиле регистроване у Немачкој. За аутомобиле који нису регистровани у Немачкој, обавеза плаћања овог пореза би настала пре почетка коришћења аутопута. Плаћање таксе би било приказано на вињети за аутопут (члан 5. став 1. InfrAG).
Наплата намета требало би да почне након што Федерална управа за аутотранспорт, уз сагласност Федералног министарства саобраћаја и дигиталне инфраструктуре, утврди да је систем потребан за наплату инфраструктурне таксе технички спреман за употребу. Међутим, након одлуке Европског суда правде, планирани модел наплате путарине је забрањен јер би представљао неједнак третман држављана и странаца, а планови наплате путарине су одбијени.

### Аустрија
Од 1997. године за аутопутеве и брзе путеве у Аустрији мора да се плаћа накнада за коришћење (цена у то време била је 550 евра (~40 евра)). Пре уласка на пут за који је потребна вињета, вињета за аутопут, позната и као „налепница за аутопут“, мора бити правилно причвршћена на унутрашњој страни ветробранског стакла или купљена дигитално са бројем регистарске таблице. За посебне путне правце са наплатом нема вињете.
Почетак путева за које је потребна вињета обележен је знаковима „вињета/обавеза путарине” (види слику) тако да још увек постоји могућност да се избегне или скрене бар неколико метара унапред. Због нове потребе за алтернативним правцима насталих због обавезе плаћања таксе, први пут су у наредним годинама обезбијеђени путокази. Мале раскрснице на аутопутним паркиралиштима или станицама аутопута, ако већ нису биле напуштене или само воде до паркинга за запослене и добављаче које је одвојено од аутопута, све више су ограђиване или означене „захтевом вињете…“.
Када је уведен 1997. године, било је почетних потешкоћа са испоруком недељних аутобуских и аутомобилских вињета. Извештаји о лошим својствима коришћеног лепка кружили су и у појединим медијима (О3 Векер Вињетенман, Куријер), али су они настали због непоштовања минималне температуре обраде назначене на вињети и нису разматрани у парламентарној ревизији.
Сав приход од вињете иде у корист инфраструктурне компаније АСФИНАГ и не улази у општи аустријски државни буџет.

### Швајцарска
У Швајцарској се накнаде за коришћење на аутопутевима и националним путевима плаћају помоћу вињете за аутопут у облику лепка (од 1985) или као е-вињете (од 2023). Лепљиве вињете се залепе директно на унутрашњу страну ветробранског стакла (без међуфилма који би поништио вињету) и означавају период важења. Е-вињете су везане за број аутомобила. Од 2018. 100 одсто прихода слило се у национални фонд за аутопут и градски саобраћај.
Будући да не припадају федералној влади, за кантоналне аутопутеве и цесте није потребна вињета; Главни путеви у мрежу државних путева такође нису укључени, јер је вињета ограничена на аутопутеве и путеве.
Вињету за аутопут одобрило је швајцарско становништво на референдуму у фебруару 1984. и постала је обавезна 1985. године. Настао је у време када је гориво (бензин/дизел) било скупље у Швајцарској него у суседним земљама и првенствено је требало да обезбеди да чисти возачи транзита дају допринос у одржавању путева. Накнаде за тунеле (посебно у Готарду и Сан Бернардину) су разматране као алтернатива. Ово би такође утицало на локална предузећа.
Дизајн лепљиве вињете креирао је бернски графичар Роланд Хиртер. Цена је била 30 франака годишње од 1985. до 1994. године. Референдумом 20. фебруара 1994. цена је повећана на 40 франака 1. јануара 1995. године. Против планираног повећања на 100 франака одржан је референдум 2013. године, а на савезном референдуму 24. новембра 2013. одбијена је „Измена од 22. марта 2013. на Савезни закон о порезу на коришћење државних путева”. Рок важења је 14 месеци, од 1. децембра претходне године до 31. јануара наредне године. Вињета за 2023. важи од 1. децембра 2022. до 31. јануара 2024. године.
У 2011. години, 62% свих продатих вињета за аутопут продато је у Швајцарској, 20% на швајцарским граничним прелазима и 18% на страним продајним местима.
Мотоцикли, моторна возила и приколице укупне тежине до 3,5 тоне сваки подлежу вињети од 40 ЦХФ за сваки; Камиони морају да плате ЛСВА. Година важења је тренутно приказана двоцифрено. За разлику од других земаља, не постоје вињете за краће периоде.
Е-вињета је изашла на тржиште у августу 2023. године и може се користити уместо самолепљиве вињете, која се још увек нуди. Парламент је одлучио да ће налепница бити укинута тек када њен удео у укупној продаји падне испод десет одсто.

### Мађарска
Вињете су обавезне за сва возила на аутопутевима и брзим путевима. Физичке налепнице за путарину замењене су електронским вињетама и видео наплатом путарине 1. јануара 2008. године, једини физички предмет који купац добија је контролни купон. Право коришћења аутопута проверава се камерама поред пута на основу регистарских таблица, а возачи возила до 3,5 тоне без важеће вињете кажњавају се новчаном казном од 50 до 200 евра.

### Бугарска
Вињете су обавезне за сва возила (осим мотоцикала) која возе на свим јавним путевима, изузев улица у градовима, местима и селима. Вињете обично важе од тренутка када су купљене, док се неке врсте могу означити да почињу од будућег датума. У Бугарској се могу набавити на већини бензинских пумпи, на граничним прелазима или путем интернета кредитном картицом. Новчане казне од 150 до 1.500 евра наплаћују се возачима без важеће вињете. Вињетна налепница замењена је е-вињетом 1. јануара 2019. године, а систем е-наплате треба да буде уведен у августу 2019. за возила тежа од 3,5 тоне.

### Чешка
Вињете су потребне за коришћење аутопутева и брзих путева за сва возила до 3,5 тоне. Новчане казне за непоказивање важеће вињете на шофершајбну аутомобила крећу се од 80 до 200 евра. Вињете за тежа возила су 2007. године замењене електронском наплатом путарине. До 1. јануара 2021. године вињете су замењене дигиталним вињетама.

### Словачка
Вињете су обавезне за сва возила до 3,5 тоне која возе словачким аутопутевима. Возачи без важеће вињете кажњавају се новчаном казном од 100 до 500 евра. Вињете за тежа возила замењене су електронском наплатом путарине засноване на даљини коришћењем наплатне кутије са даљинским управљањем која је на снази од 2010. Мотоциклисти треба да траже посебне аранжмане.
Од 1. јануара 2016. словачке вињете се купују и проверавају електронски преко eZnamka.sk без налепнице.

### Румунија
Са изузетком мотоцикала, вињете су обавезне за сва возила која се крећу на свим државним путевима и аутопутевима. Физичке вињете су замењене електронским од 1. октобра 2010. године. Могу се набавити на већини бензинских пумпи, граничних прелаза или на мрежи помоћу кредитне картице. Возачи без важеће вињете кажњавају се новчаном казном од 100 евра или више. Казне се издају аутоматским системима који скенирају регистарску таблицу аутомобила када изађе из града.

### Молдавија
Возила која нису регистрована у Републици Молдавији морају имати вињету за коришћење молдавске путне мреже. У зависности од трајања, цена вињете се креће од 4 евра (7 дана) до 180 евра (преко 180 дана).

### Словенија
Корисници аутопута и брзих путева у Словенији од 1. јула 2008. морају имати залепену важећу вињету за возила испод 3,5 тоне.
Од 1. јула 2009. постоје четири врсте вињета. Од 1. јануара 2014. године су повећане цене и створена је нова категорија 2Б за возила до 3,5 т. са висином изнад предње осовине већом од 1,3 м (одређена доставна возила и комби возила, али не и камперке. Оне се наплаћују у категорији 2А као аутомобили). За возила која спадају у категорију 2Б постоји листа возила која је обавезујућа без обзира на стварну висину возила на висини предње осовине. То значи да се увећани износ дугује и за возила која су нижа на предњој осовини и самим тим мања од 1,3 м: Мерцедес Виано је класификован у јефтинију класу 2А, док је сличан ВВ Т5 у класи која је дупло већа. скупи 2Б пада. У децембру 2014, цене су поново делимично смањене под притиском ЕУ. Од 2015. они су следећи:

### Црна Гора
Од 15. јула 2008. до 31. децембра 2011. године, на граници Црне Горе за друмска возила наплаћивана је годишња еколошка накнада Еко Накнада. Годишња пропусница коштала је 10 евра за аутомобиле (2011) и била је залепљена на шофершајбну као вињета. Еколошко-таксне вињете су укинуте 31. децембра 2011. Вожња јавним путевима је углавном бесплатна, са изузетком проласка кроз одређене тунеле и мостове.